# Sten Suvio
Sten Suvio est un boxeur finlandais né le 25 novembre 1911 à Lipovka, Russie, et mort le 19 octobre 1988 à Helsinki.

## Carrière
Il devient champion olympique aux Jeux de Berlin en 1936 dans la catégorie poids welters après sa victoire en finale contre l'Allemand Michael Murach.

## Parcours auxJeux olympiques
Jeux olympiques d'été de 1936 à Berlin (poids welters) :
- Bat Keikan Ri (Japon) aux points
- Bat Leonard Cook (Australie) aux points
- Bat Imre Mandi (Hongrie) aux points
- Bat Gerhard Pedersen (Danemark) aux points
- Bat Michael Murach (Allemagne) aux points